# Вагур Афанасьєв
Вагур Афанасьєв (ест. Vahur Afanasjev; 24 серпня 1979, Тарту, Естонська РСР, СРСР — 11 травня 2021) — естонський письменник, режисер та музикант.

## Біографія
Афансьєв навчався в Тартуському університеті, який закінчив в 2002 році за спеціальністю економічна політика. З 1998 року є членом літературного об'єднання «Ліга молодих авторів» (Noorte Autorite Koondis (NAK), а з 2006 року — Союзу естонських письменників.
Працював журналістом, медіа аналітиком, копірайтером, креативним директором та PR менеджером.
З 2005 по 2010 рік проживав у Бельгії, у місті Брюссель.

## Писемна кар'єра
Свою кар'єру письменника Афанасьєв почав з написання віршів в 1995 році. В 1997—1998 роках він видав три збірки поезій, які виклав в інтернет. Вірші в друкованому виданню були опубліковані в літературному журналі «Vikerkaar» в 1998 році. З того часу він видав три збірки віршів, книгу з короткими оповіданнями та три романи. Його роботи також були опубліковані в кількох колекціях різних авторів та перекладені на фінську, російську, румунську, голландську та угорську мови.

### Роботи

#### Вірші
- Kandiline maailm (Квадратний світ) 2000
- Kaantega viin (Загорнутий Відень) 2004
- Katedraal Emajões (Собор на мати-річці) 2006
- Eesti vaarao (Естонський фараон) 2013
- Kuidas peab elama (Як нам варто жити) 2014
- Tünsamäe tigu (Равлик з Тунсамае) 2015

#### Романи
- Kastraat Ontariost (Співак-кастрат з Онтаріо) 2005
- Kaadrid otsustavad (Постріли вирішують) 2007
- Kosmos (Космос) 2008
- Kanepi kirik (Церка Канепі) 2002
- Minu Brüssel (Мій Брюссель) 2011
- Serafima ja Bogdan (Серафима та Богдан) 2017

## Музична кар'єра
Окрім написання книг, Афанасьєв також пише електронну музику під ім'ям tra_art, електро-гітарник рок, блюз та кантрі під ім'ям Kurluk Ulica та експериментальний нойз-поп під ім'ям Kannibal Elektor.
Диск tra_art був виданий разом з книгою «Церка Канепі» в 2002 році. Дві з його композицій були на диску із співаючими письменниками.
Він також писав тексти до пісень Orelipoiss, Skriimsilm та Päris Anny.

## Кар'єра режисера
Афанасьєв знімав експериментальний короткометражні фільми починаючи з 2006 року, використовуючи фото та Microsoft PowerPoint. В червня 2008 року він презентував свій автобіографічний документальний фільм «Де закінчуються мрії». Фільм також був офіційно представлений на фестивалі Eclectica. В квітні 2009 року закінчив зйомки документального фільму під назвою «Rong Way», який розповідає про складнощі подорожей на поїзді з Естонії до Європи.